# 林存真
林存真（1972年11月—）是中央美术学院的一名教授，也是一名设计师，其中她还曾参与设计2014年南京青奥会会徽、2015年北京田径世锦赛会徽、2022北京冬奥会和冬残奥会会徽“冬梦”、“飞跃”及景观设计、申办标志、项目图标等作品